# NGC 855
NGC 855 (другие обозначения — UGC 1718, MCG 5-6-16, ZWG 504.35, KUG 0211+276, IRAS02111+2738, PGC 8557) — эллиптическая галактика (E) в созвездии Треугольник.
Этот объект входит в число перечисленных в оригинальной редакции «Нового общего каталога».
В ядре галактики идёт активное звёздообразование. В NGC 855 существует область, испускающая инфракрасное излучение в диапазоне от 5,8 до 8 мкм, расположенная в 10" от ядра. Предположительно, она является сильно затемнённой областью звёздообразования.
В галактике обнаружен ультраяркий рентгеновский источник